# Список достопримечательностей Лениногорска

В настоящем списке приведены все расположенные в городе памятники, памятные знаки, мемориальные доски и мемориальные комплексы. Список отсортирован на группы по видам памятников, внутри группы сортировка по дате открытия памятника. Список составлен на основе данных приведенных в генеральном плане города Лениногорска, а также краеведческой литературе, перечень которой приведён в разделе литература.

## Памятники
| Название памятника                           | Местоположение                                                                     | Дата открытия | Примечание | Фотография |
| -------------------------------------------- | ---------------------------------------------------------------------------------- | ------------- | --- | ---------- |
| Ротонда, посвящённая первостройке города     | Парк культуры и отдыха имени Максима Горького                                      | 1955          | |            |
| Ротонда, посвящённая первостройке города     | 54°36′33″ с. ш. 52°27′08″ в. д.                                                    | 1955          | |            |
| Памятник В. И. Ленину                        | Центральная площадь им. Ленина                                                     | 1960          | Скульптура изображает В. И. Ленина в минуту выступления, его правая рука в решительном призыве обращена к народу. Памятник «Призывающий вождь» был создан скульптором Г. Д. Алексеевым, которому посчастливилось запечатлеть незабываемый образ Ленина непосредственно с натуры. Скульптуру получившую известность в 1924 году правительственной комиссией по увековечению памяти Ленина была утверждена для широкого «воспроизведения и распространения» во многих городах Союза, а одна из них установлена в Лениногорске.                                           |            |
| Памятник В. И. Ленину                        | 54°35′57″ с. ш. 52°26′50″ в. д.                                                    | 1960          | Скульптура изображает В. И. Ленина в минуту выступления, его правая рука в решительном призыве обращена к народу. Памятник «Призывающий вождь» был создан скульптором Г. Д. Алексеевым, которому посчастливилось запечатлеть незабываемый образ Ленина непосредственно с натуры. Скульптуру получившую известность в 1924 году правительственной комиссией по увековечению памяти Ленина была утверждена для широкого «воспроизведения и распространения» во многих городах Союза, а одна из них установлена в Лениногорске.                                           |            |
| Фонтан «Балерины»                            | Пересечение ул. Тукая и пр. Ленина                                                 | 1967          | |            |
| Фонтан «Балерины»                            | 54°36′01″ с. ш. 52°26′41″ в. д.                                                    | 1967          | |            |
| Памятник павшим и Вечный огонь               | пр. 50 лет Победы                                                                  | 1970          | Вечный огонь был торжественно зажжён Героем Советского Союза Саматом Салаховичем Садриевым в знак искренней благодарности и вечной памяти об героизме тех, кто привнёс свою крупицу на весы победы в Великой Отечественной войне. |            |
| Памятник павшим и Вечный огонь               | 54°36′09″ с. ш. 52°27′20″ в. д.                                                    | 1970          | Вечный огонь был торжественно зажжён Героем Советского Союза Саматом Салаховичем Садриевым в знак искренней благодарности и вечной памяти об героизме тех, кто привнёс свою крупицу на весы победы в Великой Отечественной войне. |            |
| Памятник М. Вахитову                         | Пересечение пр. Ленина и ул. Кутузова                                              | 1970          | Памятник представляет собой установленный на постамент бюст татарского революционера и общественно-политического деятеля Мулланура Вахитова, возле памятника разбит небольшой сквер. |            |
| Памятник М. Вахитову                         | 54°35′58″ с. ш. 52°26′30″ в. д.                                                    | 1970          | Памятник представляет собой установленный на постамент бюст татарского революционера и общественно-политического деятеля Мулланура Вахитова, возле памятника разбит небольшой сквер. |            |
| Монумент первооткрывателям нефти Татарии     | Пересечение пр. Ленина и пр. 50 лет Победы                                         | 1975          | Проект монумента разрабатывался совестно архитектором А. Печёркиным и скульптором Б. Н. Фузеевым. Сам монумент представляет собой выполненный из нержавеющей стали вырывающийся из-под земли нефтяной фонтан высотой 33 метра, опоясанный кольцом скульптурного рельефа диаметром 18 метров, высотой 2,5 метра. Это гигантское кольцо покоится на мощных пилонах, облицованных мрамором. Органически сочетая в себе высокую символику и исторический рассказ, это сооружение в полной мере раскрывает значимость такого события, как начало добычи нефти в Татарстане. |            |
| Монумент первооткрывателям нефти Татарии     | 54°36′17″ с. ш. 52°27′07″ в. д.                                                    | 1975          | Проект монумента разрабатывался совестно архитектором А. Печёркиным и скульптором Б. Н. Фузеевым. Сам монумент представляет собой выполненный из нержавеющей стали вырывающийся из-под земли нефтяной фонтан высотой 33 метра, опоясанный кольцом скульптурного рельефа диаметром 18 метров, высотой 2,5 метра. Это гигантское кольцо покоится на мощных пилонах, облицованных мрамором. Органически сочетая в себе высокую символику и исторический рассказ, это сооружение в полной мере раскрывает значимость такого события, как начало добычи нефти в Татарстане. |            |
| Стела, посвящённая первостроителям города    | пр. Шашина                                                                         | 1980          | Стела была заложена в честь двадцатипятилетия города. |            |
| Стела, посвящённая первостроителям города    | 54°36′01″ с. ш. 52°26′22″ в. д.                                                    | 1980          | Стела была заложена в честь двадцатипятилетия города. |            |
| Памятник В. Д. Шашину                        | Пересечение пр. Шашина и ул. Гончарова                                             | 1981          | |            |
| Памятник В. Д. Шашину                        | 54°36′13″ с. ш. 52°26′35″ в. д.                                                    | 1981          | |            |
| Бюст Академика И. М. Губкина                 | ул. Агадуллина                                                                     | 1978          | |            |
| Бюст Академика И. М. Губкина                 | 54°36′20″ с. ш. 52°27′50″ в. д.                                                    | 1978          | |            |
| Могила Героя Советского Союза С. С. Садриеву | Татарское кладбище                                                                 | 1988          | |            |
| Могила Героя Советского Союза С. С. Садриеву |                                                                                    | 1988          | |            |
| Монумент «Время»                             | На кольцевой развязке улиц: Набережной, Дружбы Народов, Промысловой, Первомайской. | 1998          | Монумент изображающий механизм часов был установлен на месте первых палаток нефтяников давших начало рождению города и выступает символом связи поколений. |            |
| Монумент «Время»                             | 54°36′29″ с. ш. 52°27′52″ в. д.                                                    | 1998          | Монумент изображающий механизм часов был установлен на месте первых палаток нефтяников давших начало рождению города и выступает символом связи поколений. |            |
| 12 обелисков                                 | пр. 50 лет Победы                                                                  | 1998          | 12 обелисков с бюстами Героев Великой Отечественной войны: Багаутдинова Гильми Абзаловича (Аблязовича), Гафиатуллина Газинура Гафиатулловича, Денисова Ивана Федоровича, Заварыкина Ивана Александровича, Мурзина Ибрагима Хусаиновича, Садриева Самата Салаховича, Ушполиса Григория Саульевича, Хайрутдинова Акрама Мингазовича, Халикова Ислама Рахимовича, Халиулина Мисбаха Халиуллиновича, Яковлева Евстафия Григорьевича, Яницкого Василия Ивановича. |            |
| 12 обелисков                                 | 54°36′08″ с. ш. 52°27′23″ в. д.                                                    | 1998          | 12 обелисков с бюстами Героев Великой Отечественной войны: Багаутдинова Гильми Абзаловича (Аблязовича), Гафиатуллина Газинура Гафиатулловича, Денисова Ивана Федоровича, Заварыкина Ивана Александровича, Мурзина Ибрагима Хусаиновича, Садриева Самата Салаховича, Ушполиса Григория Саульевича, Хайрутдинова Акрама Мингазовича, Халикова Ислама Рахимовича, Халиулина Мисбаха Халиуллиновича, Яковлева Евстафия Григорьевича, Яницкого Василия Ивановича. |            |
| Бюст Г. Тукаю                                | Пересечение ул. Тукая и пр. Ленина                                                 | 2000          | Памятник представляет собой установленный на постамент бюст знаменитого татарского поэта, литературного критика, публициста, общественного деятеля и переводчика Габдуллы Тукая. В 2011 году памятник был реставрирован. |            |
| Бюст Г. Тукаю                                | 54°36′00″ с. ш. 52°26′44″ в. д.                                                    | 2000          | Памятник представляет собой установленный на постамент бюст знаменитого татарского поэта, литературного критика, публициста, общественного деятеля и переводчика Габдуллы Тукая. В 2011 году памятник был реставрирован. |            |
| Обелиск Славы                                | пр. 50 лет Победы                                                                  | 2002          | |            |
| Обелиск Славы                                | 54°36′05″ с. ш. 52°27′27″ в. д.                                                    | 2002          | |            |
| Чёрная ротонда                               | Парк культуры и отдыха им. «М. Горького», ул. Школьная                             | 2005          | «Чёрная ротонда» установленная на пятидесятилетие города выполнена в виде расположенных по примеру ротонды колонн служащих опорой для смотровой площадки. По центру колоннады к смотровой площадке ведёт винтовая лестница. |            |
| Чёрная ротонда                               | 54°36′44″ с. ш. 52°27′57″ в. д.                                                    | 2005          | «Чёрная ротонда» установленная на пятидесятилетие города выполнена в виде расположенных по примеру ротонды колонн служащих опорой для смотровой площадки. По центру колоннады к смотровой площадке ведёт винтовая лестница. |            |
| Фонтан «Ак Барс»                             | ул. Набережная, парк Мэхэббэт                                                      | 2007          | Фонтан выполнен в виде чаши диаметром 14 метров, в центре фонтана установлен постамент в виде скалы из магнезита, на вершине которой стоит скульптура барса. Облицовка чаши фонтана снаружи выполнена искусственным камнем, изнутри стеклянной мозаикой. |            |
| Фонтан «Ак Барс»                             | 54°36′23″ с. ш. 52°27′42″ в. д.                                                    | 2007          | Фонтан выполнен в виде чаши диаметром 14 метров, в центре фонтана установлен постамент в виде скалы из магнезита, на вершине которой стоит скульптура барса. Облицовка чаши фонтана снаружи выполнена искусственным камнем, изнутри стеклянной мозаикой. |            |
| Памятник М. Горькому                         | Парк культуры и отдыха им. «М. Горького», ул. Школьная                             |               | Водружённый на постамент памятник русскому писателю, прозаику и драматургу изображает Максима Горького во время прогулки по парку. |            |
| Памятник М. Горькому                         | 54°36′30″ с. ш. 52°26′59″ в. д.                                                    |               | Водружённый на постамент памятник русскому писателю, прозаику и драматургу изображает Максима Горького во время прогулки по парку. |            |
| Барельеф Р. Т. Булгакову                     | Пересечение ул. Булгакова и ул. Ленинградской                                      |               | |            |
| Барельеф Р. Т. Булгакову                     | 54°36′15″ с. ш. 52°27′24″ в. д.                                                    |               | |            |
| Барельеф Фомину                              | Сквер по пр. Ленина                                                                |               | В качестве благодарности за огромный неоценимый вклад в озеленение города лениногорцами была установлена большая памятная каменная плита с барельефом М. Д. Фомина. Именно под руководством Михаила Дмитриевича на улицах города были посажены десятки тысяч диких яблонь, тополей, клёнов, лип и многих других деревьев и кустарников. |            |
| Барельеф Фомину                              | 54°36′03″ с. ш. 52°26′44″ в. д.                                                    |               | В качестве благодарности за огромный неоценимый вклад в озеленение города лениногорцами была установлена большая памятная каменная плита с барельефом М. Д. Фомина. Именно под руководством Михаила Дмитриевича на улицах города были посажены десятки тысяч диких яблонь, тополей, клёнов, лип и многих других деревьев и кустарников. |            |
| Памятник М. Ломоносову                       | пр. Ленина, напротив ЛФ КНИТУ им. А. Н. Туполева                                   |               | |            |
| Памятник М. Ломоносову                       | 54°36′06″ с. ш. 52°26′44″ в. д.                                                    |               | |            |
| Памятник Станок-качалка                      | ул. Тукая, на против Музея нефти ОАО «Татнефть»                                    |               | |            |
| Памятник Станок-качалка                      | 54°36′15″ с. ш. 52°26′14″ в. д.                                                    |               | |            |
| Барельеф Куликову                            | ул. Ленинградская, напротив Лениногорского управления буровых работ.               |               | |            |
| Барельеф Куликову                            | 54°35′46″ с. ш. 52°26′04″ в. д.                                                    |               | |            |
| Памятник автотракторной технике              | ул. Белинского, напротив Лениногорского УТТ                                        | 2010          | На постаменте установлены ЧТЗ и ЗИС-5, именно на такой технике и обслуживались первые нефтяные промыслы республики. |            |
| Памятник автотракторной технике              | 54°34′49″ с. ш. 52°26′26″ в. д.                                                    | 2010          | На постаменте установлены ЧТЗ и ЗИС-5, именно на такой технике и обслуживались первые нефтяные промыслы республики. |            |
| Барельеф трём полным кавалерам ордена Славы  | пр. 50 лет Победы                                                                  | 2010          | На барельефе изображены портреты трёх полных кавалеров Ордена Славы: Алаева Михаила Константиновича, Матыгуллина Габдуллы Мутыгулловича, Николаева Якова Ивановича. |            |
| Барельеф трём полным кавалерам ордена Славы  | 54°36′09″ с. ш. 52°27′21″ в. д.                                                    | 2010          | На барельефе изображены портреты трёх полных кавалеров Ордена Славы: Алаева Михаила Константиновича, Матыгуллина Габдуллы Мутыгулловича, Николаева Якова Ивановича. |            |
| Барельеф труженикам тыла                     | пр. 50 лет Победы                                                                  | 2011          | |            |
| Барельеф труженикам тыла                     | 54°36′09″ с. ш. 52°27′20″ в. д.                                                    | 2011          | |            |
| Барельеф памяти павших                       | пр. 50 лет Победы                                                                  | 2011          | |            |
| Барельеф памяти павших                       | 54°36′05″ с. ш. 52°27′28″ в. д.                                                    | 2011          | |            |
| Памятник ликвидаторам аварии на ЧАЭС         | пр. Ленина                                                                         | 2011          | Инициатором установки памятника выступила Общероссийская общественная организация Союз «Чернобыль». В общей сложности на ликвидацию последствий аварии на Чернобыльской АЭС и других радиационных и экологических катастроф было направлено 190 лениногорцев, 69 из которых удостоены государственных наград. |            |
| Памятник ликвидаторам аварии на ЧАЭС         | 54°36′09″ с. ш. 52°26′53″ в. д.                                                    | 2011          | Инициатором установки памятника выступила Общероссийская общественная организация Союз «Чернобыль». В общей сложности на ликвидацию последствий аварии на Чернобыльской АЭС и других радиационных и экологических катастроф было направлено 190 лениногорцев, 69 из которых удостоены государственных наград. |            |
| Памятник участникам локальных конфликтов     | пр. Ленина                                                                         | 2011          | Инициатором установки памятника выступила общественная организация «Боевое братство». В общей сложности в горячих точках несли военную службу 720 лениногорцев, 63 из которых удостоены государственных наград. |            |
| Памятник участникам локальных конфликтов     | 54°36′08″ с. ш. 52°26′54″ в. д.                                                    | 2011          | Инициатором установки памятника выступила общественная организация «Боевое братство». В общей сложности в горячих точках несли военную службу 720 лениногорцев, 63 из которых удостоены государственных наград. |            |
|                                              |                                                                                    |               | |            |
|                                              |                                                                                    |               | |            |

## Мемориальные комплексы
| Наименование мемориального комплекса | Местоположение                  | Дата открытия | Примечание | Фотография |
| ------------------------------------ | ------------------------------- | ------------- | --- | ---------- |
| Аллея Героев                         | пр. 50 лет Победы               | 1970          | Мемориальный комплекс был торжественно открыт Героем Советского Союза Саматом Салаховичем Садриевым в 1970 году по проспекту 50 лет Победы (ул. Свердлова) в знак искренней благодарности и вечной памяти об героизме тех, кто привнёс свою крупицу на весы победы в Великой Отечественной войне. Ныне на территории мемориала располагаются памятник павшим (1970), Вечный огонь (1970), 12 обелисков с бюстами Героев Советского Союза (1998), Обелиск Славы (2002), барельеф трём полным кавалерам Ордена Славы (2010), барельеф труженикам тыла (2011), барельеф увековечивающий память павших (2011). |            |
| Аллея Героев                         |                                 | 1970          | Мемориальный комплекс был торжественно открыт Героем Советского Союза Саматом Салаховичем Садриевым в 1970 году по проспекту 50 лет Победы (ул. Свердлова) в знак искренней благодарности и вечной памяти об героизме тех, кто привнёс свою крупицу на весы победы в Великой Отечественной войне. Ныне на территории мемориала располагаются памятник павшим (1970), Вечный огонь (1970), 12 обелисков с бюстами Героев Советского Союза (1998), Обелиск Славы (2002), барельеф трём полным кавалерам Ордена Славы (2010), барельеф труженикам тыла (2011), барельеф увековечивающий память павших (2011). |            |
| Аллея нефтяников                     | пр. Ленина                      | 1975          | Комплекс берёт своё начало от двух гранитных обелисков и широким бульваром спускается к вымощенной набережной. |            |
| Аллея нефтяников                     |                                 | 1975          | Комплекс берёт своё начало от двух гранитных обелисков и широким бульваром спускается к вымощенной набережной. |            |
| Аллея Заслуженных нефтяников         | пр. 50 лет Победы               | 2002          | Мемориальный комплекс состоящий из фонтана и 22 барельефов с именами и портретами тех, благодаря кому создавалась и развивалась нефтяная промышленность не только города и республики, но и всей страны в целом. |            |
| Аллея Заслуженных нефтяников         | 54°36′13″ с. ш. 52°27′13″ в. д. | 2002          | Мемориальный комплекс состоящий из фонтана и 22 барельефов с именами и портретами тех, благодаря кому создавалась и развивалась нефтяная промышленность не только города и республики, но и всей страны в целом. |            |

## Парки и скверы
В городе пять парков (из которых в настоящее время действуют четыре) и 3 сквера:
- Парк «Юбилейный» — парк открыт в честь пятидесятилетия города в 2005 году и имеет площадь 1,79 Га, на территории парка располагаются аттракционы;
- Парк «Мэхэббэт» — парк открыт в 2007 году и имеет площадь 4,71 Га. На территории парка располагаются декоративные мостики и фонтан «Ак Барс»;
- «Центральный парк культуры и отдыха им. М. Горького» — парк открыт в 1956 году на месте леса в северной части города. Площадь парка составляет 209,31 Га, на его территории располагаются спортивные объекты школы Олимпийского резерва по прыжкам на лыжах с трамплина и лыжному двоеборью;
- Парк «Малыш» — 0,45 гектар; (не работает с 2010 года)
- Скейт-парк (ранее — Парк Победы)— 0,87 гектар;
- Сквер по ул. им. Тукая — 0,76 гектар;
- Сквер по пр. им. Ленина — 8,13 гектар;
- Сквер по ул. им. Крупской — 0,22 гектар.